# جائزة كتالونيا الكبرى للدراجات النارية 2006
جائزة كتالونيا الكبرى للدراجات النارية 2006 هو سباق دراجات نارية أقيم بتاريخ 18 يونيو 2006 في حلبة دي كاتلونيا. كان الجولة السابعة من أصل 17 في سباق الجائزة الكبرى للدراجات النارية موسم 2006. فاز الإيطالي فالنتينو روسي بفئة الموتو جي بي بينما جاء الأمريكي نيكي هايدن في المركز الثاني وحصل على المركز الثالث الأمريكي كيني روبرتس جونيور.

## وصلات خارجية
- الموقع الرسمي